# 시비엥토크시스키에산맥

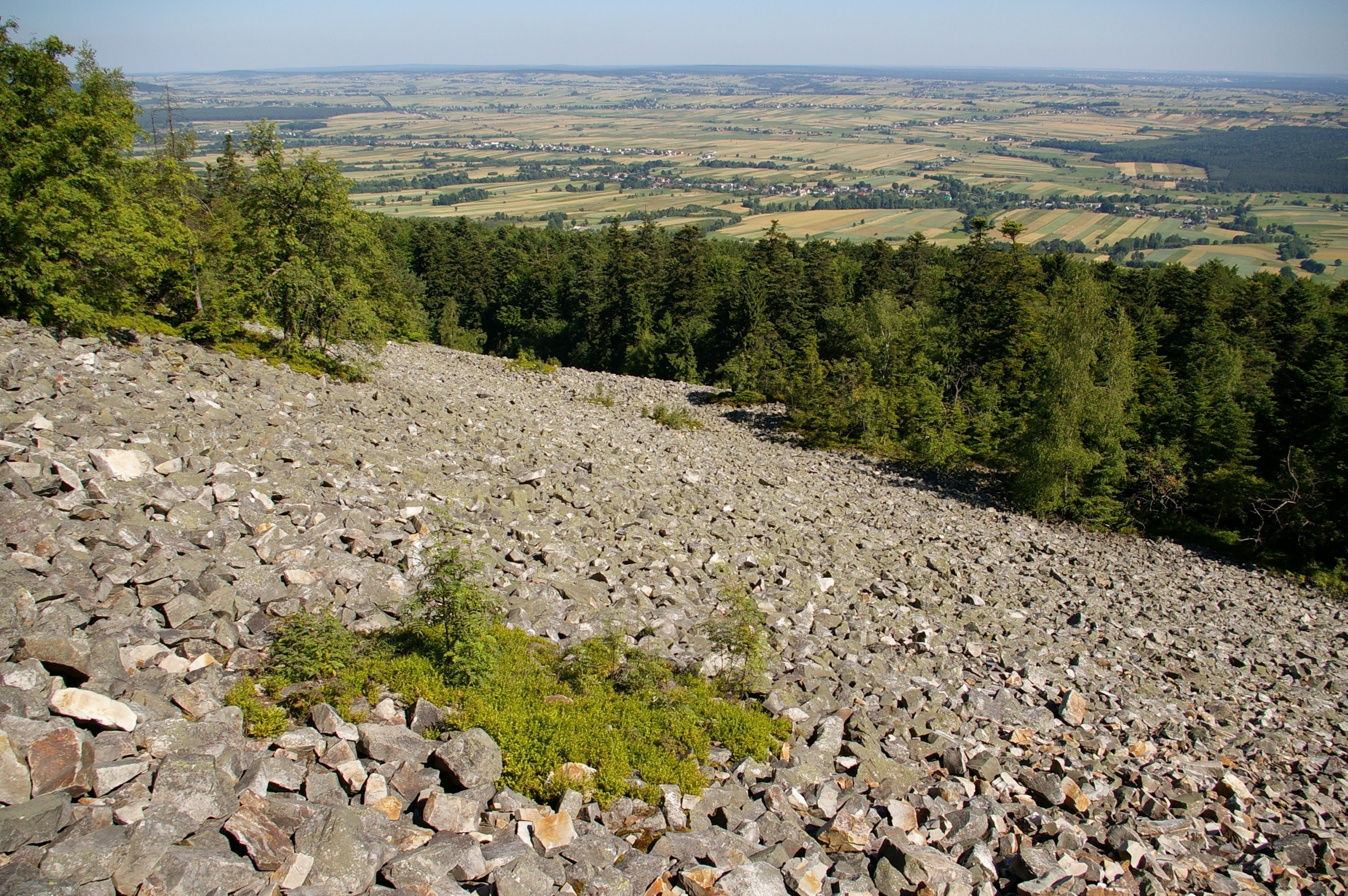
시비엥토크시스키에산맥의 바위 파편

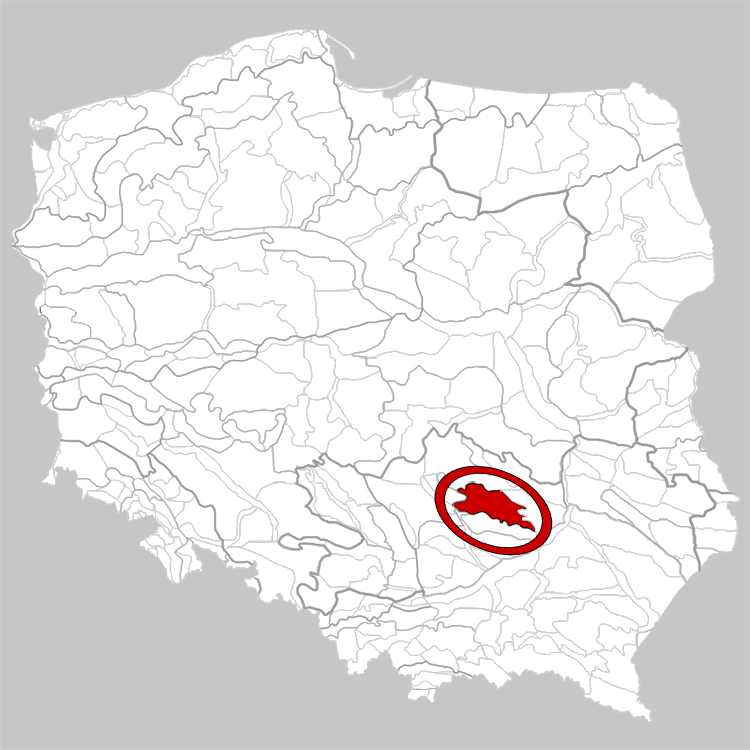
폴란드 지도에 표시된 시비엥토크시스키에산맥의 위치

시비엥토크시스키에산맥(폴란드어: Góry Świętokrzyskie)은 폴란드 남동부 시비엥토크시스키에주 키엘체 인근에 위치한 산맥으로 전체 면적은 1,684km2이다. 산맥 이름은 폴란드어로 "성십자가"를 뜻하는데 이는 위사구라산(Łysa Góra) 인근에 위치한 베네딕도회 수도원에 보관된 기독교 유품이 예수가 못박힌 십자가 조각으로 만들어졌기 때문에 붙여진 이름이다.
수데티산맥과 우랄산맥의 중간 지점에 위치한 산맥으로서 유럽에서 오랜 역사를 가진 산맥으로 여겨진다. 시비엥토크시스키에산맥에서 가장 높은 봉우리는 위시차봉(Łysica)으로 높이는 612m이다. 중세 시대부터 구리, 철, 석회암, 사암 광업으로 널리 알려졌다. 시비엥토크시스키에산맥의 일부는 국립공원으로 지정되어 있다.

## 같이 보기
- 스코틀랜드 고지
- 시비엥토크시스키에주